# Atemnus neotropicus
Atemnus neotropicus es una especie de arácnido del orden Pseudoscorpionida de la familia Atemnidae.

## Distribución geográfica
Se encuentra en Puerto Rico.